# Faruk Hadžibegić
Faruk Hadžibegić (* 7. Oktober 1957 in Sarajevo, SFR Jugoslawien) ist ein bosnischer Fußballtrainer und ehemaliger Fußballspieler.

## Laufbahn
Hadžibegić spielte von 1975 bis 1985 beim FK Sarajevo, mit dem er 1985 Jugoslawischer Meister wurde. Im selben Jahr wechselte er zum spanischen Verein Betis Sevilla und 1987 zum französischen Klub FC Sochaux. 1990 wurde Hadžibegić mit Sochaux Französischer Vize-Meister und erreichte mit der jugoslawischen Nationalmannschaft das Viertelfinale der Weltmeisterschaft in Italien.
Insgesamt betritt er von 1982 bis 1992 61 Länderspiele für Jugoslawien.
1995 beendete Hadžibegić seine aktive Laufbahn und wurde bei Sochaux Trainer. 1998 gelang ihm der Aufstieg in die Ligue 1. 1999 übernahm Hadžibegić die Bosnische Nationalmannschaft und im Januar 2000 Betis Sevilla. 2001 stieg er mit Sevilla auf. Im April 2002 wechselte er zu ES Troyes AC und im Mai 2004 übernahm er den türkischen Club Gaziantepspor. 2006 wurde er Trainer von Diyarbakirspor, zu Beginn der Saison 2006/07 übernahm er Denizlispor. Von Januar bis Mai 2007 trainierte er Chamois Niort, im Dezember 2007 übernahm er das Traineramt beim FCO Dijon und 24 Monate später löste er Philippe Anziani beim Zweitliga-Schlusslicht SC Bastia ab. Ab Oktober 2010 trainierte Faruk Hadžibegić den nach sieben Spieltagen noch punktlosen Erstliganeuling AC Arles-Avignon. Er konnte den Gang in die Ligue 2 jedoch nicht verhindern und wurde im November 2011 entlassen. Von 2016 bis 2017 war er Trainer FC Valenciennes. Von 2018 bis 2019 war er Trainer Red Star Paris. Von 2019 bis 2020 war Hadžibegić Trainer der Montenegrinischen Fußballnationalmannschaft. Vom 4. Januar 2023 bis zum 23. Juni 2023 trainierte er die Bosnische Nationalmannschaft.